# Łukowieckij
Łukowieckij (ros. Луковецкий) – osiedle w Rosji, w obwodzie archangielskim, w rejonie chołmogorskim. W 2021 liczyło 2035 mieszkańców.